# Geestmolen (Rijnsaterwoude)
De Geestmolen is een grondzeiler nabij Rijnsaterwoude in de gemeente Kaag en Braassem, in de Nederlandse provincie Zuid-Holland. De molen is in 1707 gebouwd ten behoeve van de droogmaking van de Grote Heilige Geestpolder. In 1833 werd de kap vernieuwd; dat jaartal werd op de kap vermeld. De Geestmolen is in 1933 uitgerust met dekkerwieken. Begin jaren 50 werd zelfzwichting aangebracht, maar het gewicht van het gevlucht belastte de molen zwaar. In 1960 zakte de bovenas door de windpeluw. Hierna werd een elektromotor geplaatst die sindsdien de vijzel aandrijft. In 1965 is de Geestmolen gerestaureerd, maar pas in de jaren 90 is de molen weer maalvaardig gerestaureerd. Inmiddels was de molen verbouwd tot woning. De Nederlandse komiek André van Duin heeft enige tijd in de Geestmolen gewoond.